# Грондзень
Грондзень (пол. Grądzeń) — село в Польщі, у гміні Загурув Слупецького повіту Великопольського воєводства.
Населення — 129 осіб (2011).
У 1975-1998 роках село належало до Конінського воєводства.

## Демографія
Демографічна структура станом на 31 березня 2011 року:
|          | Загалом | Допрацездатний вік | Працездатний вік | Постпрацездатний вік |
| -------- | ------- | ------------------ | ---------------- | -------------------- |
| Чоловіки | 61      | 16                 | 41               | 4                    |
| Жінки    | 68      | 20                 | 36               | 12                   |
| Разом    | 129     | 36                 | 77               | 16                   |